# Traveller (Slough Feg)
Traveller è il quarto album in studio del gruppo musicale epic metal statunitense Slough Feg che lo ha pubblicato nel 2003 col nome "The Lord Weird Slough Feg".

## Il disco
Il disco stato pubblicato in formato CD, in jewel case e in digipack, dall'etichetta italiana Dragonheart Records ed è stato distribuito dalla SPV.
L'album è un concept, basato sul gioco di ruolo di fantascienza Traveller uscito sul finire degli anni settanta, ed è il primo che si distacca dalle tematiche celtiche tipiche della band. Questa è anche l'ultima pubblicazione della band con il nome "The Lord Weird Slough Feg", fatta eccezione per lo split con gli Ironsword del 2004.
Nel 2013 è stato ristampato da Metal Blade Records per il cofanetto contenente anche i due dischi precedenti.

## Tracce
Testi e musiche di Mike Scalzi eccetto dove indicato.
1. The Spinward Marches – 1:22 – strumentale
2. High Passage / Low Passage – 3:42
3. Asteroid Belts – 2:22
4. Professor's Theme – 2:50
5. Vargr Moon – 6:07
6. Vargr Theme / Confrontation (Genetic Prophesy) – 6:10
7. Baltech's Lament – 4:12
8. Gene-ocide – 4:26
9. Curse of Humaniti – 2:26
10. Psionic Illuminations – 4:35
11. The Spinward Marches (Return) – 1:24 – strumentale
12. Addendum Galactus – 4:34 (musica: John Cobbett)

## Formazione
- Mike Scalzi - voce, chitarra
- Adrian Maestas - basso
- John Cobbett - chitarra
- Greg Haa - batteria